# Halo 4
Halo 4 je střílečka z pohledu první osoby z roku 2012, kterou vyvinula společnost 343 Industries a vydala společnost Microsoft Studios pro herní konzoli Xbox 360.

## Příběh
Příběh hry sleduje geneticky vylepšeného supervojáka Master Chiefa a jeho umělou inteligenci Cortanu, kteří se při průzkumu planety starobylé civilizace setkávají s neznámými hrozbami. Master Chief bojuje proti nové frakci jež se odštěpila od zbytků Covenantu, bývalé vojenské aliance mimozemských ras. Ve hře se objevili noví záporáci: mechaničtí válečníci říše Forerunnerů známým jako Prometheané.

## Hratelnost
Hra nabízí nový výběr zbraní, nepřátel a herních režimů, které v předchozích dílech série chyběly.
V průběhu vývoje se společnost 343 Industries rozhodla zaměřit na Forerunnery, což vedlo tým k návrhu nového prostředí, nepřátel a hlavního antagonisty. Stávající postavy a prostředky byly vizuálně přepracovány, vytvořeny od základu a pro animace v rámci cutscén bylo použito snímání pohybu. Cílem příběhu Halo 4 bylo začlenit více lidských prvků. Aby toho vývojáři dosáhli, rozhodli se hlouběji proniknout do vztahu mezi dvěma hlavními hrdiny, Master Chiefem a Cortanou.

## Vývoj
Vývoj hry začal v roce 2009 a pokračoval až do září 2012. Halo 4 je prvním originálním titulem společnosti 343 Industries v rámci série Halo. Předtím se o vývoj hlavní série starala společnost Bungie, která ji rovněž vytvořila. S vývojem Halo 4 pomáhalo 343 Industries několik externích studií a celkem na hře pracovalo přes 350 lidí.

## Vydání
Hra byla oficiálně oznámena 6. června na veletrhu Electronic Entertainment Expo 2011 (E3). Před uvedením na trh Microsoft prohlásil, že Halo 4 je nejdražší videoherní titul, který společnost dosud vytvořila.

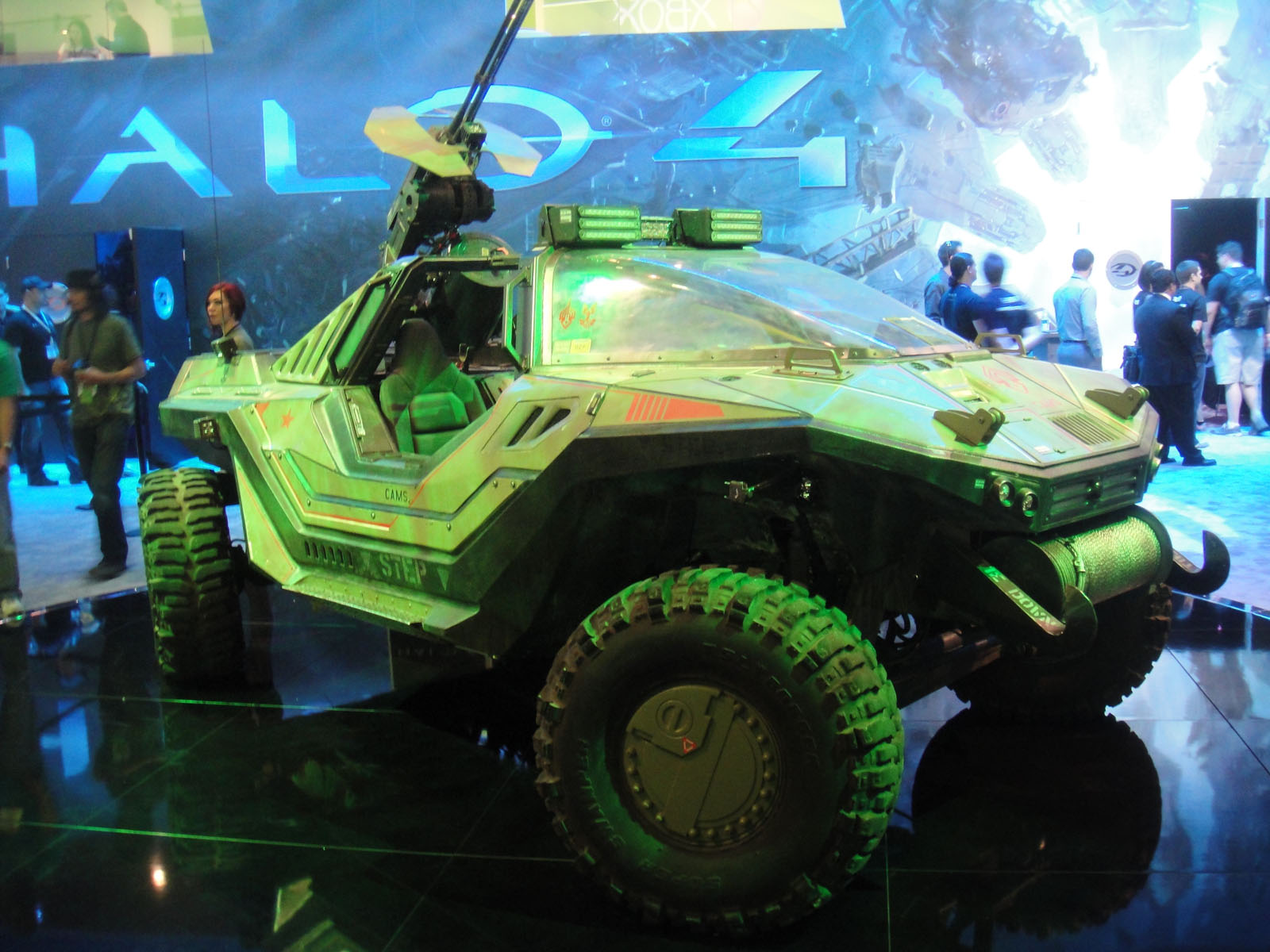
Model vozidla Warthog ve skutečné velikosti na stánku Microsoftu na E3 2012.

Hra byla propagována pomocí propagačních akcí a videí, včetně vytvoření hraného filmu Halo 4: Forward Unto Dawn.
Hra Halo 4 vydělala v den svého uvedení na trh 220 milionů dolarů a za první týden 300 milionů dolarů, což byl pro tuto sérii rekord. Během prvních 24 hodin po vydání si hru zahrálo více než milion lidí.
Hra se setkala s pozitivními recenzemi odborné kritiky a získala řadu nominací a ocenění od tisku. V roce 2014 byla znovu vydána jako součást kolekce Halo: The Master Chief Collection pro Xbox One a v roce 2020 pro Windows.

### Pokračování
V roce 2015 následovalo pokračování Halo 5: Guardians pro Xbox One.